# 30. Marineflakregiment
Het 30. Marineflakregiment was een Duitse militaire eenheid in de Tweede Wereldoorlog. De eenheid werd in mei 1942 opgericht. Tijdens haar gehele bestaan was het gestationeerd in Narvik, waar het voornamelijk belast werd met de bescherming van de haven tegen luchtaanvallen. In maart 1944 werd de eenheid opgeheven.
Het 30. Marineflakregiment was onderdeel van het Seekommandant Narvik, dat weer onder de Admiral der norwegischen Nordküste viel. 

## Commandanten
- Kapitän zur See Klaus Ferber (mei 1942 - maart 1944)

## Samenstelling
- Marineflakabteilung 706
- Marineflakabteilung 709
- Marineflakabteilung 710